# Davis Cup 2023 – 2. světová skupina
2. světová skupina Davis Cupu 2023 představovala dvanáct mezistátních tenisových zápasů hraných mezi 15. a 16., respektive 16. a 17. zářím 2023. V rámci Davis Cupu 2023 do ni nastoupilo dvacet čtyři družstev, která vytvořila dvanáct párů. Dvoudenní vzájemná mezistátní utkání se konala ve formátu domácího a hostujícího týmu do tři vítězných bodů (čtyři dvouhry a čtyřhra). Los se uskutečnil 9. února 2023 v Londýně.
Dvanáct vítězů postoupilo do baráže 1. světové skupiny 2024 a na všechny poražené čekala účast v baráži 2. světové skupiny 2024.

## Přehled
2. světové skupiny se zúčastnilo dvacet čtyři týmů:
- 12 poražených týmů z baráže 1. světové skupiny 2023
- 12 vítězných týmů z baráže 2. světové skupiny 2023

| Nasazené týmy 1. Ekvádor (32.) 2. Indie (40.) 3. Nový Zéland (43.) 4. Mexiko (44.) 5. Pákistán (45.) 6. Uruguay (45.) 7. Libanon (47.) 8. Slovinsko (48.) 9. Tunisko (49.) 10. Salvador (50.) 11. Hongkong (51.) 12. Polsko (52.) | Nenasazené týmy - Lotyšsko (53.) - Barbados (54.) - Maroko (55.) - Indonésie (56.) - Irsko (57.) - Egypt (58.) - Monako (59.) - Jamajka (60.) - Čína (61.) - Gruzie (62.) - Thajsko (63.) - Lucembursko (65.) |

Žebříček ITF  k 6. únoru 2023.
| 2. světová skupina – 15.–16. a 16.–17. září 2023 | 2. světová skupina – 15.–16. a 16.–17. září 2023 | 2. světová skupina – 15.–16. a 16.–17. září 2023 | 2. světová skupina – 15.–16. a 16.–17. září 2023 | 2. světová skupina – 15.–16. a 16.–17. září 2023 | 2. světová skupina – 15.–16. a 16.–17. září 2023 | 2. světová skupina – 15.–16. a 16.–17. září 2023 |
| Domácí                                           | výsledek                                         | hosté                                            | místo konání                                     | areál / hala                                     | povrch                                           |                                                  |
| ------------------------------------------------ | ------------------------------------------------ | ------------------------------------------------ | ------------------------------------------------ | ------------------------------------------------ | ------------------------------------------------ | ------------------------------------------------ |
| Monako                                           | 1–3                                              | Ekvádor [1]                                      | Roquebrune-Cap-Martin                            | Monte Carlo Country Club                         | antuka                                           |                                                  |
| Indie [2]                                        | 4–1                                              | Maroko                                           | Lakhnaú                                          | Mini Stadium                                     | tvrdý                                            |                                                  |
| Nový Zéland [3]                                  | 3–1                                              | Thajsko                                          | Invercargill                                     | ILT Stadium Southland                            | tvrdý (hala)                                     |                                                  |
| Mexiko [4]                                       | 3–1                                              | Čína                                             | Mérida                                           | Lorenzo Molina Casares                           | antuka                                           |                                                  |
| Pákistán [5]                                     | 5–0                                              | Indonésie                                        | Islámábád                                        | Pákistánský sportovní komplex                    | tráva                                            |                                                  |
| Uruguay [6]                                      | 1–3                                              | Egypt                                            | Montevideo                                       | Carrasco Lawn Tennis Club                        | antuka                                           |                                                  |
| Libanon [7]                                      | 4–0                                              | Jamajka                                          | Bejrút                                           | Automobile and Touring Club of Lebanon           | antuka                                           |                                                  |
| Slovinsko [8]                                    | 2–3                                              | Lucembursko                                      | Lublaň                                           | Tenis Center Tivoli                              | antuka                                           |                                                  |
| Gruzie                                           | 3–1                                              | Tunisko [9]                                      | Kaspi                                            | Tenisový klub Garikula                           | tvrdý                                            |                                                  |
| Salvador [10]                                    | 1–4                                              | Irsko                                            | Sonsonate                                        | Complejo de Tenis                                | antuka                                           |                                                  |
| Hongkong [11]                                    | 2–3                                              | Lotyšsko                                         | Hongkong                                         | Victoria Park Tennis Stadium                     | tvrdý                                            |                                                  |
| Polsko [12]                                      | 4–0                                              | Barbados                                         | Grodzisk Mazowiecki                              | Akademia Tenis Kozerki                           | tvrdý                                            |                                                  |

## Zápasy 2. světové skupiny

### Monako vs. Ekvádor
| | Monako | 1 :                                                       | 3   | Ekvádor |      |  |
| --- | ------ | --------------------------------------------------------- | --- | ------- | ---- |  |
| Monte Carlo Country Club, Roquebrune-Cap-Martin, Monako 15.–16. září 2023 antuka |        |                                                           |     |         |      |  |
| \| \| \| \| 1. \| 2. \| 3. \| \| \| -- \| \| --------------------------------------------------------- \| --- \| ---- \| ---- \| \| \| 1. \| \| Valentin Vacherot Álvaro Guillén Meza \| 6 3 \| 64 7 \| 64 7 \| \| \| 2. \| \| Lucas Catarina Emilio Gómez \| 6 3 \| 3 6 \| 7 5 \| \| \| 3. \| \| Romain Arneodo / Hugo Nys Gonzalo Escobar / Diego Hidalgo \| 4 6 \| 2 6 \| \| \| \| 4. \| \| Valentin Vacherot Emilio Gómez \| 1 6 \| 6 1 \| 1 6 \| \| \| 5. \| \| Lucas Catarina Álvaro Guillén Meza \| \| \| \| \| \| \| \| \| \| \| \| \| \| \| \| \| \| \| \| \| \| \| \| \| \| \| \| \| \| \| \| \| \| \| \| \| \| \| \| \| \| \| \| \| |        |                                                           |     |         |      |  |
| |        |                                                           | 1.  | 2.      | 3.   |  |
| 1. |        | Valentin Vacherot Álvaro Guillén Meza                     | 6 3 | 64 7    | 64 7 |  |
| 2. |        | Lucas Catarina Emilio Gómez                               | 6 3 | 3 6     | 7 5  |  |
| 3. |        | Romain Arneodo / Hugo Nys Gonzalo Escobar / Diego Hidalgo | 4 6 | 2 6     |      |  |
| 4. |        | Valentin Vacherot Emilio Gómez                            | 1 6 | 6 1     | 1 6  |  |
| 5. |        | Lucas Catarina Álvaro Guillén Meza                        |     |         |      |  |
| |        |                                                           |     |         |      |  |
| |        |                                                           |     |         |      |  |
| |        |                                                           |     |         |      |  |
| |        |                                                           |     |         |      |  |
| |        |                                                           |     |         |      |  |

### Indie vs. Maroko
| | Indie | 4 :                                                                      | 1    | Maroko |          |       |
| --- | ----- | ------------------------------------------------------------------------ | ---- | ------ | -------- | ----- |
| Mini Stadium, Lakhnaú, Indie 16.–17. září 2023 tvrdý |       |                                                                          |      |        |          |       |
| \| \| \| \| 1. \| 2. \| 3. \| \| \| -- \| \| ------------------------------------------------------------------------ \| ---- \| --- \| -------- \| ----- \| \| 1. \| \| Sasikumar Mukund Yassine Dlimi \| 7 64 \| 5 7 \| 1 4 \| skreč \| \| 2. \| \| Sumit Nagal Adam Moundir \| 6 3 \| 6 3 \| \| \| \| 3. \| \| Juki Bhambri / Rohan Bopanna Elliot Benchetrit / Younes Lalami Laaroussi \| 6 2 \| 6 1 \| \| \| \| 4. \| \| Sumit Nagal Yassine Dlimi \| 6 3 \| 6 3 \| \| \| \| 5. \| \| Digvijay Pratap Singh Walid Ahouda \| 6 1 \| 5 7 \| [10] [6] \| \| \| \| \| \| \| \| \| \| \| \| \| \| \| \| \| \| \| \| \| \| \| \| \| \| \| \| \| \| \| \| \| \| \| \| \| \| \| \| \| \| |       |                                                                          |      |        |          |       |
| |       |                                                                          | 1.   | 2.     | 3.       |       |
| 1. |       | Sasikumar Mukund Yassine Dlimi                                           | 7 64 | 5 7    | 1 4      | skreč |
| 2. |       | Sumit Nagal Adam Moundir                                                 | 6 3  | 6 3    |          |       |
| 3. |       | Juki Bhambri / Rohan Bopanna Elliot Benchetrit / Younes Lalami Laaroussi | 6 2  | 6 1    |          |       |
| 4. |       | Sumit Nagal Yassine Dlimi                                                | 6 3  | 6 3    |          |       |
| 5. |       | Digvijay Pratap Singh Walid Ahouda                                       | 6 1  | 5 7    | [10] [6] |       |
| |       |                                                                          |      |        |          |       |
| |       |                                                                          |      |        |          |       |
| |       |                                                                          |      |        |          |       |
| |       |                                                                          |      |        |          |       |
| |       |                                                                          |      |        |          |       |

### Nový Zéland vs. Thajsko
| | Nový Zéland | 3 :                                                                 | 1   | Thajsko |          |            |
| --- | ----------- | ------------------------------------------------------------------- | --- | ------- | -------- | ---------- |
| ILT Stadium Southland, Invercargill, Nový Zéland 15.–16. září 2023 tvrdý (hala) |             |                                                                     |     |         |          |            |
| \| \| \| \| 1. \| 2. \| 3. \| \| \| -- \| \| ------------------------------------------------------------------- \| --- \| ------ \| -------- \| ---------- \| \| 1. \| \| Rubin Statham Kasidit Samrej \| 6 2 \| 710 68 \| \| \| \| 2. \| \| Ajeet Rai Maximus Jones \| 6 1 \| 6 3 \| \| \| \| 3. \| \| Finn Reynolds / Artem Sitak Pručja Isaro / Višaja Trongčaroenčajkul \| 6 4 \| 6 2 \| \| \| \| 4. \| \| Isaac Becroft Maximus Jones \| 3 6 \| 6 3 \| [8] [10] \| \| \| 5. \| \| Ajeet Rai Kasidit Samrej \| \| \| \| nehrálo se \| \| \| \| \| \| \| \| \| \| \| \| \| \| \| \| \| \| \| \| \| \| \| \| \| \| \| \| \| \| \| \| \| \| \| \| \| \| \| \| \| |             |                                                                     |     |         |          |            |
| |             |                                                                     | 1.  | 2.      | 3.       |            |
| 1. |             | Rubin Statham Kasidit Samrej                                        | 6 2 | 710 68  |          |            |
| 2. |             | Ajeet Rai Maximus Jones                                             | 6 1 | 6 3     |          |            |
| 3. |             | Finn Reynolds / Artem Sitak Pručja Isaro / Višaja Trongčaroenčajkul | 6 4 | 6 2     |          |            |
| 4. |             | Isaac Becroft Maximus Jones                                         | 3 6 | 6 3     | [8] [10] |            |
| 5. |             | Ajeet Rai Kasidit Samrej                                            |     |         |          | nehrálo se |
| |             |                                                                     |     |         |          |            |
| |             |                                                                     |     |         |          |            |
| |             |                                                                     |     |         |          |            |
| |             |                                                                     |     |         |          |            |
| |             |                                                                     |     |         |          |            |

### Mexiko vs. Čína
| | Mexiko | 3 :                                                                       | 1     | Čína |      |            |
| --- | ------ | ------------------------------------------------------------------------- | ----- | ---- | ---- | ---------- |
| Lorenzo Molina Casares, Mérida, Mexiko 16.–17. září 2023 antuka |        |                                                                           |       |      |      |            |
| \| \| \| \| 1. \| 2. \| 3. \| \| \| -- \| \| ------------------------------------------------------------------------- \| ----- \| ---- \| ---- \| ---------- \| \| 1. \| \| Rodrigo Pacheco Méndez Sun Fa-ťing \| 5 7 \| 7 62 \| 1 \| skreč \| \| 2. \| \| Ernesto Escobedo Tche Ž'-ke-le \| 6 1 \| 4 6 \| 6 78 \| \| \| 3. \| \| Santiago González / Miguel Ángel Reyes-Varela Sun Fa-ťing / Wang Siao-fej \| 6 4 \| 6 4 \| \| \| \| 4. \| \| Ernesto Escobedo Čou I \| 79 67 \| 7 5 \| \| \| \| 5. \| \| Rodrigo Pacheco Méndez Tche Ž'-ke-le \| \| \| \| nehrálo se \| \| \| \| \| \| \| \| \| \| \| \| \| \| \| \| \| \| \| \| \| \| \| \| \| \| \| \| \| \| \| \| \| \| \| \| \| \| \| \| \| |        |                                                                           |       |      |      |            |
| |        |                                                                           | 1.    | 2.   | 3.   |            |
| 1. |        | Rodrigo Pacheco Méndez Sun Fa-ťing                                        | 5 7   | 7 62 | 1    | skreč      |
| 2. |        | Ernesto Escobedo Tche Ž'-ke-le                                            | 6 1   | 4 6  | 6 78 |            |
| 3. |        | Santiago González / Miguel Ángel Reyes-Varela Sun Fa-ťing / Wang Siao-fej | 6 4   | 6 4  |      |            |
| 4. |        | Ernesto Escobedo Čou I                                                    | 79 67 | 7 5  |      |            |
| 5. |        | Rodrigo Pacheco Méndez Tche Ž'-ke-le                                      |       |      |      | nehrálo se |
| |        |                                                                           |       |      |      |            |
| |        |                                                                           |       |      |      |            |
| |        |                                                                           |       |      |      |            |
| |        |                                                                           |       |      |      |            |
| |        |                                                                           |       |      |      |            |

### Pákistán vs. Indonésie
| | Pákistán | 5 :                                                             | 0    | Indonésie |     |          |
| --- | -------- | --------------------------------------------------------------- | ---- | --------- | --- | -------- |
| Pákistánský sportovní komplex, Islámábád, Pákistán 16.–17. září 2023 tráva |          |                                                                 |      |           |     |          |
| \| \| \| \| 1. \| 2. \| 3. \| \| \| -- \| \| --------------------------------------------------------------- \| ---- \| --- \| --- \| -------- \| \| 1. \| \| Akvíl Chán Gunawan Trismuwantara \| 7 5 \| 6 3 \| \| \| \| 2. \| \| Ajsám Kúreší David Agung Susanto \| 6 1 \| 6 4 \| \| \| \| 3. \| \| Akvíl Chán / Ajsám Kúreší Anthony Susanto / David Agung Susanto \| 3 6 \| 7 5 \| 6 2 \| \| \| 4. \| \| Akvíl Chán David Agung Susanto \| \| \| \| bez boje \| \| 5. \| \| Muhammad Šoajb Gunawan Trismuwantara \| 7 64 \| 6 4 \| \| \| \| \| \| \| \| \| \| \| \| \| \| \| \| \| \| \| \| \| \| \| \| \| \| \| \| \| \| \| \| \| \| \| \| \| \| \| \| \| \| \| |          |                                                                 |      |           |     |          |
| |          |                                                                 | 1.   | 2.        | 3.  |          |
| 1. |          | Akvíl Chán Gunawan Trismuwantara                                | 7 5  | 6 3       |     |          |
| 2. |          | Ajsám Kúreší David Agung Susanto                                | 6 1  | 6 4       |     |          |
| 3. |          | Akvíl Chán / Ajsám Kúreší Anthony Susanto / David Agung Susanto | 3 6  | 7 5       | 6 2 |          |
| 4. |          | Akvíl Chán David Agung Susanto                                  |      |           |     | bez boje |
| 5. |          | Muhammad Šoajb Gunawan Trismuwantara                            | 7 64 | 6 4       |     |          |
| |          |                                                                 |      |           |     |          |
| |          |                                                                 |      |           |     |          |
| |          |                                                                 |      |           |     |          |
| |          |                                                                 |      |           |     |          |
| |          |                                                                 |      |           |     |          |

### Uruguay vs. Egypt
| | Uruguay | 1 :                                                           | 3   | Egypt |          |            |
| --- | ------- | ------------------------------------------------------------- | --- | ----- | -------- | ---------- |
| Carrasco Lawn Tennis Club, Montevideo, Uruguay 16.–17. září 2023 antuka |         |                                                               |     |       |          |            |
| \| \| \| \| 1. \| 2. \| 3. \| \| \| -- \| \| ------------------------------------------------------------- \| --- \| --- \| -------- \| ---------- \| \| 1. \| \| Ignacio Carou Mohamed Safwat \| 5 7 \| 3 6 \| \| \| \| 2. \| \| Franco Roncadelli Karim-Mohamed Maamoun \| 1 6 \| 6 4 \| 5 7 \| \| \| 3. \| \| Ariel Behar / Martín Cuevas Akram El Sallaly / Mohamed Safwat \| 3 6 \| 4 6 \| \| \| \| 4. \| \| Joaquín Aguilar Amr Elsayed \| 4 6 \| 6 0 \| [10] [4] \| \| \| 5. \| \| Ignacio Carou Karim-Mohamed Maamoun \| \| \| \| nehrálo se \| \| \| \| \| \| \| \| \| \| \| \| \| \| \| \| \| \| \| \| \| \| \| \| \| \| \| \| \| \| \| \| \| \| \| \| \| \| \| \| \| |         |                                                               |     |       |          |            |
| |         |                                                               | 1.  | 2.    | 3.       |            |
| 1. |         | Ignacio Carou Mohamed Safwat                                  | 5 7 | 3 6   |          |            |
| 2. |         | Franco Roncadelli Karim-Mohamed Maamoun                       | 1 6 | 6 4   | 5 7      |            |
| 3. |         | Ariel Behar / Martín Cuevas Akram El Sallaly / Mohamed Safwat | 3 6 | 4 6   |          |            |
| 4. |         | Joaquín Aguilar Amr Elsayed                                   | 4 6 | 6 0   | [10] [4] |            |
| 5. |         | Ignacio Carou Karim-Mohamed Maamoun                           |     |       |          | nehrálo se |
| |         |                                                               |     |       |          |            |
| |         |                                                               |     |       |          |            |
| |         |                                                               |     |       |          |            |
| |         |                                                               |     |       |          |            |
| |         |                                                               |     |       |          |            |

### Libanon vs. Jamajka
| | Libanon | 4 :                                                             | 0    | Jamajka |     |            |
| --- | ------- | --------------------------------------------------------------- | ---- | ------- | --- | ---------- |
| Automobile and Touring Club of Lebanon, Bejrút, Libanon 15.–16. září 2023 antuka |         |                                                                 |      |         |     |            |
| \| \| \| \| 1. \| 2. \| 3. \| \| \| -- \| \| --------------------------------------------------------------- \| ---- \| --- \| --- \| ---------- \| \| 1. \| \| Benjamin Hassan Rowland Phillips \| 7 5 \| 6 3 \| \| \| \| 2. \| \| Hady Habib Blaise Bicknell \| 7 65 \| 6 1 \| \| \| \| 3. \| \| Hady Habib / Benjamin Hassan Blaise Bicknell / Rowland Phillips \| 6 2 \| 3 6 \| 6 3 \| \| \| 4. \| \| Mustapha El Natour Daniel Azar \| 6 3 \| 6 1 \| \| \| \| 5. \| \| Hady Habib Rowland Phillips \| \| \| \| nehrálo se \| \| \| \| \| \| \| \| \| \| \| \| \| \| \| \| \| \| \| \| \| \| \| \| \| \| \| \| \| \| \| \| \| \| \| \| \| \| \| \| \| |         |                                                                 |      |         |     |            |
| |         |                                                                 | 1.   | 2.      | 3.  |            |
| 1. |         | Benjamin Hassan Rowland Phillips                                | 7 5  | 6 3     |     |            |
| 2. |         | Hady Habib Blaise Bicknell                                      | 7 65 | 6 1     |     |            |
| 3. |         | Hady Habib / Benjamin Hassan Blaise Bicknell / Rowland Phillips | 6 2  | 3 6     | 6 3 |            |
| 4. |         | Mustapha El Natour Daniel Azar                                  | 6 3  | 6 1     |     |            |
| 5. |         | Hady Habib Rowland Phillips                                     |      |         |     | nehrálo se |
| |         |                                                                 |      |         |     |            |
| |         |                                                                 |      |         |     |            |
| |         |                                                                 |      |         |     |            |
| |         |                                                                 |      |         |     |            |
| |         |                                                                 |      |         |     |            |

### Slovinsko vs. Lucembursko
| | Slovinsko | 2 :                                                      | 3    | Lucembursko |     |  |
| --- | --------- | -------------------------------------------------------- | ---- | ----------- | --- |  |
| Tenis Center Tivoli, Lublaň, Slovinsko 15.–16. září 2023 antuka |           |                                                          |      |             |     |  |
| \| \| \| \| 1. \| 2. \| 3. \| \| \| -- \| \| -------------------------------------------------------- \| ---- \| ---- \| --- \| \| \| 1. \| \| Bor Artnak Alex Knaff \| 6 3 \| 65 7 \| 2 6 \| \| \| 2. \| \| Blaž Rola Chris Rodesch \| 7 63 \| 6 2 \| \| \| \| 3. \| \| Sebastian Dominko / Blaž Rola Alex Knaff / Chris Rodesch \| 5 7 \| 4 6 \| \| \| \| 4. \| \| Blaž Rola Alex Knaff \| 6 4 \| 6 2 \| \| \| \| 5. \| \| Bor Artnak Chris Rodesch \| 2 6 \| 63 7 \| \| \| \| \| \| \| \| \| \| \| \| \| \| \| \| \| \| \| \| \| \| \| \| \| \| \| \| \| \| \| \| \| \| \| \| \| \| \| \| \| \| \| |           |                                                          |      |             |     |  |
| |           |                                                          | 1.   | 2.          | 3.  |  |
| 1. |           | Bor Artnak Alex Knaff                                    | 6 3  | 65 7        | 2 6 |  |
| 2. |           | Blaž Rola Chris Rodesch                                  | 7 63 | 6 2         |     |  |
| 3. |           | Sebastian Dominko / Blaž Rola Alex Knaff / Chris Rodesch | 5 7  | 4 6         |     |  |
| 4. |           | Blaž Rola Alex Knaff                                     | 6 4  | 6 2         |     |  |
| 5. |           | Bor Artnak Chris Rodesch                                 | 2 6  | 63 7        |     |  |
| |           |                                                          |      |             |     |  |
| |           |                                                          |      |             |     |  |
| |           |                                                          |      |             |     |  |
| |           |                                                          |      |             |     |  |
| |           |                                                          |      |             |     |  |

### Gruzie vs. Tunisko
| | Gruzie | 3 :                                                                    | 1   | Tunisko |     |            |
| --- | ------ | ---------------------------------------------------------------------- | --- | ------- | --- | ---------- |
| Tenisový klub Garikula, Kaspi, Gruzie 15.–16. září 2023 tvrdý |        |                                                                        |     |         |     |            |
| \| \| \| \| 1. \| 2. \| 3. \| \| \| -- \| \| ---------------------------------------------------------------------- \| --- \| ------ \| --- \| ---------- \| \| 1. \| \| Saba Purceladze Moez Echargui \| 6 1 \| 6 4 \| \| \| \| 2. \| \| Zura Tkemaladze Aziz Dougaz \| 3 6 \| 711 69 \| 6 4 \| \| \| 3. \| \| Aleksandre Bakši / Aleksandre Metreveli Skander Mansouri / Aziz Ouakaa \| 6 4 \| 65 7 \| 2 6 \| \| \| 4. \| \| Saba Purceladze Aziz Dougaz \| 6 3 \| 6 4 \| \| \| \| 5. \| \| Zura Tkemaladze Moez Echargui \| \| \| \| nehrálo se \| \| \| \| \| \| \| \| \| \| \| \| \| \| \| \| \| \| \| \| \| \| \| \| \| \| \| \| \| \| \| \| \| \| \| \| \| \| \| \| \| |        |                                                                        |     |         |     |            |
| |        |                                                                        | 1.  | 2.      | 3.  |            |
| 1. |        | Saba Purceladze Moez Echargui                                          | 6 1 | 6 4     |     |            |
| 2. |        | Zura Tkemaladze Aziz Dougaz                                            | 3 6 | 711 69  | 6 4 |            |
| 3. |        | Aleksandre Bakši / Aleksandre Metreveli Skander Mansouri / Aziz Ouakaa | 6 4 | 65 7    | 2 6 |            |
| 4. |        | Saba Purceladze Aziz Dougaz                                            | 6 3 | 6 4     |     |            |
| 5. |        | Zura Tkemaladze Moez Echargui                                          |     |         |     | nehrálo se |
| |        |                                                                        |     |         |     |            |
| |        |                                                                        |     |         |     |            |
| |        |                                                                        |     |         |     |            |
| |        |                                                                        |     |         |     |            |
| |        |                                                                        |     |         |     |            |

### Salvador vs. Irsko
| | Salvador | 1 :                                                          | 4    | Irsko |    |  |
| --- | -------- | ------------------------------------------------------------ | ---- | ----- | -- |  |
| Complejo de Tenis, Sonsonate, Salvador 16.–17. září 2023 antuka |          |                                                              |      |       |    |  |
| \| \| \| \| 1. \| 2. \| 3. \| \| \| -- \| \| ------------------------------------------------------------ \| ---- \| --- \| -- \| \| \| 1. \| \| César Cruz Conor Gannon \| 1 6 \| 0 6 \| \| \| \| 2. \| \| Marcelo Arévalo Osgar O'Hoisin \| 7 65 \| 6 1 \| \| \| \| 3. \| \| Marcelo Arévalo / Lluis Miralles Conor Gannon / David O'Hare \| 2 6 \| 3 6 \| \| \| \| 4. \| \| Diego Durán Osgar O'Hoisin \| 3 6 \| 2 6 \| \| \| \| 5. \| \| José Flores Freddy Murray \| 0 6 \| 0 6 \| \| \| \| \| \| \| \| \| \| \| \| \| \| \| \| \| \| \| \| \| \| \| \| \| \| \| \| \| \| \| \| \| \| \| \| \| \| \| \| \| \| \| |          |                                                              |      |       |    |  |
| |          |                                                              | 1.   | 2.    | 3. |  |
| 1. |          | César Cruz Conor Gannon                                      | 1 6  | 0 6   |    |  |
| 2. |          | Marcelo Arévalo Osgar O'Hoisin                               | 7 65 | 6 1   |    |  |
| 3. |          | Marcelo Arévalo / Lluis Miralles Conor Gannon / David O'Hare | 2 6  | 3 6   |    |  |
| 4. |          | Diego Durán Osgar O'Hoisin                                   | 3 6  | 2 6   |    |  |
| 5. |          | José Flores Freddy Murray                                    | 0 6  | 0 6   |    |  |
| |          |                                                              |      |       |    |  |
| |          |                                                              |      |       |    |  |
| |          |                                                              |      |       |    |  |
| |          |                                                              |      |       |    |  |
| |          |                                                              |      |       |    |  |

### Hongkong vs. Lotyšsko
| | Hongkong | 2 :                                                               | 3   | Lotyšsko |     |   |
| --- | -------- | ----------------------------------------------------------------- | --- | -------- | --- | - |
| Victoria Park Tennis Stadium, Hongkong 16.–17. září 2023 tvrdý |          |                                                                   |     |          |     |   |
| \| \| \| \| 1. \| 2. \| 3. \| \| \| -- \| \| ----------------------------------------------------------------- \| --- \| ---- \| --- \| - \| \| 1. \| \| Wong Hong-kit Robert Strombachs \| 3 6 \| 6 4 \| 3 6 \| \| \| 2. \| \| Coleman Wong Mārtiņš Rocēns \| 6 4 \| 6 2 \| \| \| \| 3. \| \| Coleman Wong / Wong Hong-kit Miķelis Lībietis / Robert Strombachs \| 3 6 \| 6 2 \| 5 7 \| \| \| 4. \| \| Coleman Wong Robert Strombachs \| 4 6 \| 6 78 \| \| \| \| 5. \| \| Ng Ki-lung Daniels Tens \| 7 5 \| 6 2 \| \| } \| \| \| \| \| \| \| \| \| \| \| \| \| \| \| \| \| \| \| \| \| \| \| \| \| \| \| \| \| \| \| \| \| \| \| \| \| \| \| \| \| |          |                                                                   |     |          |     |   |
| |          |                                                                   | 1.  | 2.       | 3.  |   |
| 1. |          | Wong Hong-kit Robert Strombachs                                   | 3 6 | 6 4      | 3 6 |   |
| 2. |          | Coleman Wong Mārtiņš Rocēns                                       | 6 4 | 6 2      |     |   |
| 3. |          | Coleman Wong / Wong Hong-kit Miķelis Lībietis / Robert Strombachs | 3 6 | 6 2      | 5 7 |   |
| 4. |          | Coleman Wong Robert Strombachs                                    | 4 6 | 6 78     |     |   |
| 5. |          | Ng Ki-lung Daniels Tens                                           | 7 5 | 6 2      |     | } |
| |          |                                                                   |     |          |     |   |
| |          |                                                                   |     |          |     |   |
| |          |                                                                   |     |          |     |   |
| |          |                                                                   |     |          |     |   |
| |          |                                                                   |     |          |     |   |

### Polsko vs. Barbados
| | Polsko | 4 :                                                        | 0   | Barbados |     |            |
| --- | ------ | ---------------------------------------------------------- | --- | -------- | --- | ---------- |
| Akademia Tenis Kozerki, Grodzisk Mazowiecki, Polsko 15.–16. září 2023 tvrdý |        |                                                            |     |          |     |            |
| \| \| \| \| 1. \| 2. \| 3. \| \| \| -- \| \| ---------------------------------------------------------- \| --- \| ---- \| --- \| ---------- \| \| 1. \| \| Hubert Hurkacz Kaipo Marshall \| 6 0 \| 7 5 \| \| \| \| 2. \| \| Olaf Pieczkowski Darian King \| 1 6 \| 7 65 \| 6 3 \| \| \| 3. \| \| Karol Drzewiecki / Jan Zieliński Darian King / Haydn Lewis \| 6 4 \| 6 4 \| \| \| \| 4. \| \| Tomasz Berkieta Xavier Lawrence \| 6 3 \| 6 4 \| \| \| \| 5. \| \| Olaf Pieczkowski Kaipo Marshall \| \| \| \| nehrálo se \| \| \| \| \| \| \| \| \| \| \| \| \| \| \| \| \| \| \| \| \| \| \| \| \| \| \| \| \| \| \| \| \| \| \| \| \| \| \| \| \| |        |                                                            |     |          |     |            |
| |        |                                                            | 1.  | 2.       | 3.  |            |
| 1. |        | Hubert Hurkacz Kaipo Marshall                              | 6 0 | 7 5      |     |            |
| 2. |        | Olaf Pieczkowski Darian King                               | 1 6 | 7 65     | 6 3 |            |
| 3. |        | Karol Drzewiecki / Jan Zieliński Darian King / Haydn Lewis | 6 4 | 6 4      |     |            |
| 4. |        | Tomasz Berkieta Xavier Lawrence                            | 6 3 | 6 4      |     |            |
| 5. |        | Olaf Pieczkowski Kaipo Marshall                            |     |          |     | nehrálo se |
| |        |                                                            |     |          |     |            |
| |        |                                                            |     |          |     |            |
| |        |                                                            |     |          |     |            |
| |        |                                                            |     |          |     |            |
| |        |                                                            |     |          |     |            |